# Dammflicksländor
Dammflicksländor (Coenagrionidae), ibland även kallade sommarflicksländor eller smalflicksländor, äkta flicksländor, är en familj i underordningen flicksländor och jungfrusländor och ordningen trollsländor. Familjen är uppdelad i ungefär 40 olika släkten och innehåller omkring 1 000 kända arter. 

## Systematik
Denna systematik anger släkten.
- Acanthagrion
- Amphiagrion
- Apanisagrion
- Argia
- Chromagrion
- Coenagrion
- Enallagma
- Hesperagrion
- Ischnura
- Nehalennia
- Neoerythromma
- Zoniagrion